# Adolf Walter (Politiker)
Adolf Walter (* 28. April 1829; † 6. Juni 1870 in Ravensburg) war ein deutscher Politiker und von 1861 bis 1868 Abgeordneter für das Oberamt Saulgau.

## Leben
Walter war Rechtskonsulent in Saulgau und wurde für den am 9. Januar 1861 verstorbenen Andreas Alois Wiest nach Ersatzwahl in den 20. ordentlichen Landtag der Zweiten Kammer gewählt. Er trat sein Mandat am 28. Februar 1861 an.
Bei der Wahl zur Wahlperiode 1862 bis 1868 wurde Walter im Amt bestätigt. Während des 21. Landtags vom 3. Mai 1862 bis zum 18. August 1865 war er Mitglied der Volkswirtschaftlichen Kommission und der Legitimationskommission. Zudem war Adolf Walter Schriftführer im Vorstand, was von ihm auch während des 22. außerordentlichen Landtags vom 23. Mai bis zum 8. Juni 1866 fortgeführt wurde. Darüber hinaus war er während des am Vorabend des Deutschen Kriegs einberufenen Landtags Mitglied in der Staatsrechtlichen Kommission.
Im 23. Landtag vom 25. September 1866 bis zum 20. Februar 1868 war Walter Mitglied in der Verfassungskommission.
Nach seinem Ausscheiden aus den Landständen kehrte Walter nach Saulgau zurück. Anfang 1870 zog er nach Ravensburg, wo er im Juni des Jahres verstarb.
Walter war mit Theresa Erbe (* 1837) verheiratet. Der Ehe entstammten drei Kinder.

## Ehrungen
- 1869 verlieh ihm die Stadt Saulgau die Ehrenbürgerwürde.